# Xantin
Xantin är en kemisk förening bildad på purin. Den finns i de flesta mänskliga kroppsvävnader och vätskor, såväl som i andra organismer. Flera stimulantia härrör från xantin, såsom koffein, teofyllin och teobromin. Det är förstadiet till urinsyra. Xantin bildas då hypoxantin omvandlas av enzymet xantinoxidas till xantin. Xantin omvandlas därefter till urinsyra genom inverkan av enzymet xantinoxidas.

## Användning och framställning
Xantin används som läkemedelsråvara för mediciner för människor och djur, och tillverkas som en bekämpningsmedelsingrediens. Personer som lider av gikt har för mycket urinsyra som faller ut som kristaller. Därför använder de läkemedlet allopurinol som hämmar omvandlingen av hypoxantin till xantin och därigenom en hämning av urinsyra. 

## Kliniska egenskaper
Derivat av xantin (kollektivt kända som xantiner) är en grupp alkaloider som vanligtvis används för sina effekter som milda stimulantia och som bronkodilatatorer, särskilt vid behandling av astma eller influensasymptom. I motsats till andra, mer potenta stimulantia som sympatomimetiska aminer, verkar xantiner huvudsakligen för att motverka adenosiners verkan och öka vakenhet i det centrala nervsystemet.

### Giftighet
Om de sväljs, andas in eller ögonen exponeras i större mängder, kan xantiner vara skadliga och kan orsaka en allergisk reaktion om de appliceras lokalt.

### Farmakologi
I farmakologiska in vitro-studier fungerar xantiner både som
- konkurrenskraftiga icke-selektiva fosfodiesterashämmare som höjer intracellulär cAMP, aktiverar PKA, hämmar TNF-α[2][5][4] och leukotrien[6] syntes och minskar inflammation och medfödd immunitet[6] och

- icke-selektiva adenosinreceptorantagonister[7] som hämmar sömnighetsinducerande adenosin.[2]

Olika analoger visar emellertid varierande styrka för de många undertyperna, och ett brett spektrum av syntetiska xantiner (vissa icke-metylerade) har utvecklats för att söka efter föreningar med större selektivitet för fosfodiesterasenzym eller undertyper av adenosinreceptor.

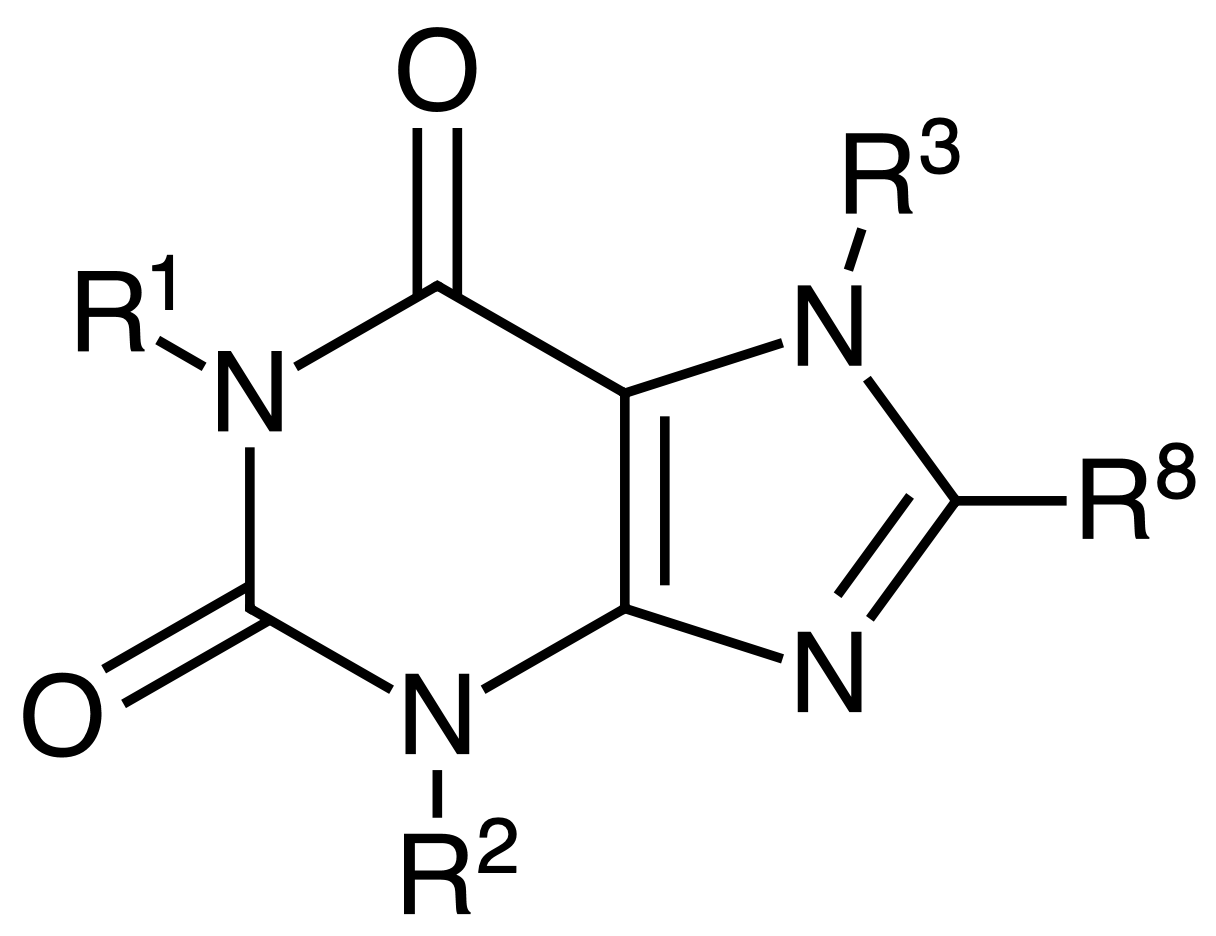
Xanthine: R_{1} = R_{2} = R_{3} = H
Caffeine: R_{1} = R_{2} = R_{3} = CH_{3}
Theobromine: R_{1} = H, R_{2} = R_{3} = CH_{3}
Theophylline: R_{1} = R_{2} = CH_{3}, R_{3} = H

### Patologi
Personer med sällsynta genetiska störningar, särskilt xantinuri och Lesch-Nyhans syndrom, saknar tillräckligt med xantinoxidas och kan inte omvandla xantin till urinsyra.

## Möjllig bildning i frånvaro av liv
Studier som rapporterades 2008, baserade på 12C/13C isotopförhållanden hos organiska föreningar som finns i Murchisonmeteoriten, tyder på att xantin och relaterade kemikalier, såsom RNA-komponenten uracil, har bildats utomjordiskt. I augusti 2011 publicerades en rapport, baserad på NASA-studier av meteoriter på jorden, som tyder på xantin och relaterade organiska molekyler, inklusive DNA- och RNA-komponenterna adenin och guanin, hittats i yttre rymden.